# Résolution 1 du Conseil de sécurité des Nations unies
Membres permanents
- Chine
- États-Unis
- France
- Royaume-Uni
- URSS

Membres non permanents
- Australie
- Brésil
- Égypte
- Mexique
- Pays-Bas
- Pologne

Résolution no 2
La résolution 1 est une résolution du Conseil de sécurité de l'ONU qui a été votée le 25 janvier 1946 et qui prévoit la création d'un comité d'état-major et en précise la composition . Ce comité d'état-major est composé des chefs d'état-major des membres permanents du conseil de sécurité. Sa première tâche est de proposer au conseil des modalités pour son fonctionnement futur.

## Texte
- Résolution 1 sur fr.wikisource.org
- Résolution 1 sur en.wikisource.org